# Charles Daggs
Charles Daggs (Charles Daniel Daggs; * 14. April 1901 in Tempe, Arizona; † 12. Februar 1976 in San Diego) war ein US-amerikanischer Hürdenläufer, der sich auf die 400-Meter-Distanz spezialisiert hatte.
Bei den Olympischen Spielen 1920 in Antwerpen wurde er Sechster in 57,5 s.
Seine persönliche Bestzeit von 54,3 s stellte er am 26. Juni 1920 in Pasadena auf.